# Stadtmuseum Lippstadt

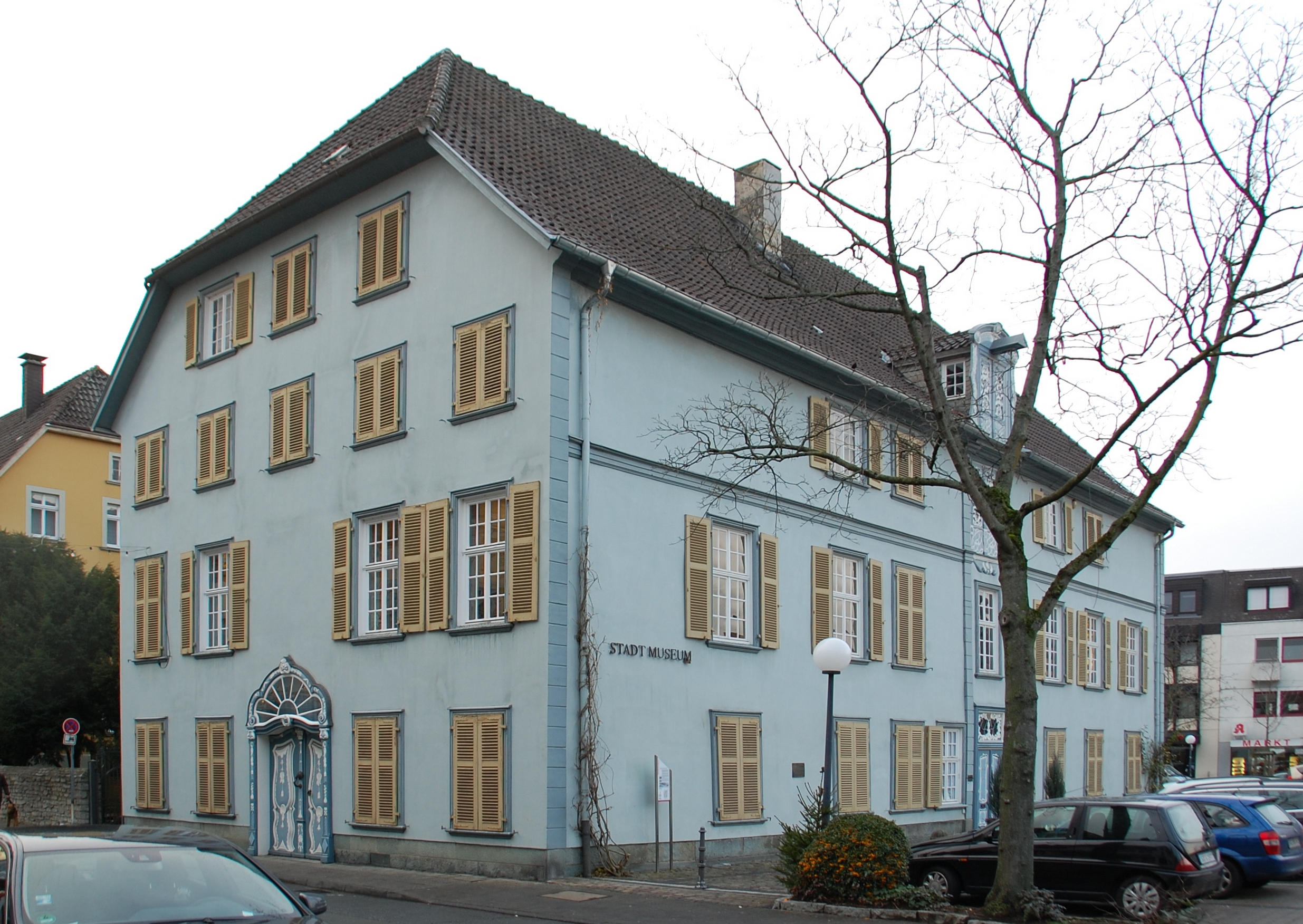
Stadtmuseum Lippstadt (2012)

Das Stadtmuseum Lippstadt ist ein regionales Heimatmuseum im Zentrum der Stadt Lippstadt in Nordrhein-Westfalen. Es befindet sich in einem als Baudenkmal geschützten Haus am Marktplatz in der Lippstädter Altstadt und konzentriert sich in seiner Sammlung und Präsentation vor allem auf die Regionalgeschichte sowie auf einzelne Sondersammlungen etwa zu historischem Spielzeug oder eine Fächersammlung.

## Geschichte
Das heutige Stadtmuseum wurde 1929 als ehemaliges Kreis-Heimatmuseum des Kreises Lippstadt gegründet und baute dabei auf Sammlungen auf, die ab 1926 belegt sind und 1929 in das noch heute genutzte Haus an der ehemaligen Judenstraße 13, seit 1933 Rathausstraße 13, überführt wurden. In Folge des Zweiten Weltkriegs wurde die Museumsarbeit von 1939 bis 1951 ausgesetzt. Nach der Zusammenlegung der Kreise Lippstadt und Soest durch die nordrhein-westfälische Gebietsreform am 1. Januar 1975 durch das Münster/Hamm-Gesetz wurde  es in Trägerschaft des Kreises Soest weitergeführt. 1980 ging es in den Besitz der Stadt Lippstadt über und wurde „Städtisches Heimatmuseum“, seit 2008 ist es das „Stadtmuseum Lippstadt“.

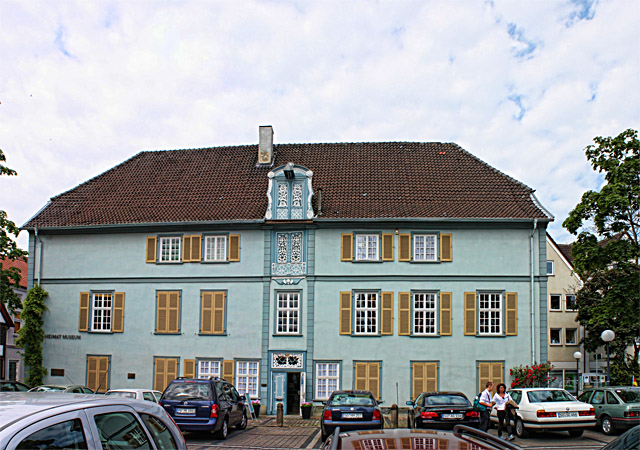
Stadtmuseum Lippstadt (2008)

Untergebracht ist es in einem als Baudenkmal geschützten Fachwerkgiebelhaus aus dem Jahr 1657/1658, das als ehemaliges Patrizierhaus des Rokoko erhalten blieb. Um 1764 bis 1769 wurde es von dem Lippstädter Justizrat Johann Conrad Rose renoviert, der im Inneren des Gebäudes reich geschmückte Stuckdecken im Rokokostil anbringen ließ. Nachdem 1956 der Abriss des Hauses diskutiert wurde, bildete sich der Verein zur Förderung des Kreisheimatmuseums, der dem Kreis 1958 den Ankauf des Hauses und die Instandhaltung ermöglichte.

## Sammlung
Die Sammlung des Museums geht auf Sammlungen zurück, die seit 1926 dokumentiert sind. Bis 1939 wurden 2814 Exponate verzeichnet, mit den Nachträgen durch Kurt Becker bis 1951 waren dann 4636 Sammlungsstücke verzeichnet, darunter mehrere Konvolute, womit die tatsächliche Zahl deutlich höher war. Vier Fünftel des Altbestandes gingen im Zweiten Weltkrieg verloren.
Die Sammlung konzentriert sich vor allem auf die Vor- und Frühgeschichte der Region sowie die Stadtgeschichte der ehemaligen Hansestadt Lippstadt. Zusätzlich befinden sich um Museum Ausstellungsstücke zur sakralen Kunst wie eine frühgotische Skulptur des Heiligen Michael aus dem 13. Jahrhundert aus den früheren Klöstern Lippstadts und Kunsthandwerk wie Porzellan, Glas, Möbel und Porträtmalereien vom Barock bis zum Biedermeier. Durch eine nutzbare westfälische Bauernküche und eine Schlafkammer soll zudem ein Einblick gegeben werden in das Leben im historischen Lippstadt.
Hinzu kommen einzelne Kabinette mit Sammlungen von historischem Spielzeug, Schulgeschichte, wissenschaftliche Instrumente zur Optik und archäologische Fundkomplexe aus Lippstadt und Umgebung sowie eine der umfangreichsten Sammlungen historischer Fächer in Nordrhein-Westfalen.

## Belege
1. 1 2 3 4 5 6  Museumskonzept für das Stadtmuseum Lippstadt auf lippstadt.de, 21. März 2014.
2. ↑  Stadtmuseum Lippstadt auf kunst-und-kultur.de; abgerufen am 6. Mai 2021.
3. 1 2 3  Stadtmuseum Lippstadt auf westfalen.museum-digital.de; abgerufen am 6. Mai 2021.

Koordinaten: 51° 40′ 34,9″ N, 8° 20′ 38,6″ O